# Katatoni
Katatoni er et alvorligt psykiatrisk og medicinsk syndrom, som karakteriseres ved ændret muskelspænding og motorik.

## Symptomer
En kataton person kan ligge stille og stum (mutistisk) i kataton urørlighed, alternativt kan patienten være ekstremt overaktiv (exciteret) med formålsløse, gentagne, stereotype bevægelser. Temperatur, puls og blodtryk kan være forhøjet. Tilstanden kan være livstruende, da den katatoniske person ikke spiser eller drikker, hvilket fører til dehydrering og cirkulatorisk kollaps.

## Årsager
Udløsende årsager kan være traumer, malignt neuroleptikasyndrom, skizofreni, affektive tilstande i manisk eller melankolsk fase, hjernebetændelse, status epilepticus (epilepsianfald, som står på i en længere periode), narkotikapåvirkning. Desuden kan katatoni udløses af et stort antal andre psykiske sygdomme samt narkomani eller andre organiske psykiske forstyrrelser.

## Behandling
Behandling af katatoni er symptomatisk. Væske tilføres i drop. Ved malignt neuroleptikasyndrom, afsluttes neuroleptikabehandlingen og andre specifikke lægemidler, som påvirker dopaminreceptorerne ordineres. Ved skizofreni, mani og depression, kan tilstanden fjernes ved brug af elektrochokbehandling. Ved hjernebetændelse gives passende behandling mod virus/bakterier.